# CONCACAF Caribbean Cup
La CONCACAF Caribbean Cup è una competizione calcistica per squadre di club dei Caraibi che siano membri della Caribbean Football Union.
Vede il suo torneo inaugurale nel 2023 e assicura le qualificazioni alla CONCACAF Champions Cup. Il torneo è il successore del Caribbean Club Championship, torneo continentale disputato dal 1997 al 2022.

## Storia
Il 21 settembre 2021 la CONCACAF ha annunciato l'intenzione di un rebranding della Champions League, con il passaggio da 16 a 27 squadre per l'edizione 2024. In virtù di questo cambiamento, ha confermato la creazione di alcuni tornei di qualificazione regionali per nordamerica, centroamerica e Caraibi a partire dal 2023. Nel giugno 2022 è stata annunciata ufficialmente la creazione della CONCACAF Caribbean Cup, in sostituzione del Caribbean Club Championship.
La Central American Cup sostituisce quindi la cessata CONCACAF League come unico metodo di qualificazione alla CONCACAF Champions Cup per le squadre dell'America centrale.

## Formula del torneo
Il torneo, all'esordio nel 2023, vede le 10 squadre divse in due gironi di sola andata, ognuno da 5 squadre. Le prime due di ogni girone si qualificano per la fase ad eliminazione diretta, che con semifinali e finale aggiudicano il titolo e le qualificazioni alla CONCACAF Champions Cup. La squadra campione si qualifica infatti agli Ottavi di Finale, mentre finalista perdente e la vincente della finale per il terzo posto ottengono il pass per il Primo Turno.

## Qualificazione
Le 10 squadre che prendono parte alla competizione provengono dai cinque campionati professionistici dei Caraibi, che qualificano due squadre a testa, eccezion fatta per Haiti e Suriname che hanno una sola rappresentante, mentre gli ultimi due posti sono assegnati alle finaliste del CONCACAF Caribbean Shield, la competizione di seconda fascia della zona caraibica.
I criteri di qualificazione dei 10 slot sono i seguenti:
- 2 squadre dalla  Rep. Dominicana
- 2 squadre dalla  Giamaica
- 2 squadre da  Trinidad e Tobago
- 1 squadra da  Haiti
- 1 squadra da  Suriname
- 2 squadre dal CONCACAF Caribbean Shield

## Albo d'oro
| Anno | Finale    | Finale    | Finale             | Finale             | Finale              |
| Anno | Vincitore | Punteggio | Finalista perdente | Terza classificata | Quarta classificata |
| ---- | --------- | --------- | ------------------ | ------------------ | ------------------- |
| 2023 | Robinhood | 1-0 / 2-0 | Cavalier           | Moca               | Harbour View        |
| 2024 | Cavalier  | 1-0 / 1-2 | Cibao              | Real Hope FA       | Moca                |